# Abralia trigonura
Abralia trigonura är en bläckfiskart som beskrevs av Berry 1913. Abralia trigonura ingår i släktet Abralia och familjen Enoploteuthidae. Inga underarter finns listade i Catalogue of Life.